# Hymn Prus Wschodnich
Prusy Wschodnie w ciągu swojej historii posiadały dwa hymny, „Mein Heimatland” oraz „Ostpreußenlied”.

## Mein Heimatland
Pierwszym „hymnem” Prus Wschodnich był utwór „Mein Heimatland” („Moja rodzinna ziemia”) autorstwa Johanny Ambrosius (ur. 1854 w Lengwethen, dziś Łunino, zm. 1938 w Królewcu). Utwór ten spotkać można również pod tytułem „Sie sagen all, du bist nicht schön” („Wszyscy to mówią, że nie jesteś piękna”).
| „Mein Heimatland” („Sie sagen all, du bist nicht schön”) | „Moja rodzinna ziemia” |
| --- | --- |
| 1. Sie sagen all' du bist nicht schön, mein treues Heimatland, du trägst nicht stolze Bergeshöh'n, nicht rebengrün Gewand; in deinen Lüften rauscht kein Aar, es grüßt kein Palmenbaum, doch glänzt der Vorzeit Träne klar an deiner Küste Saum 2. Und gibst dem König auch kein Erz, nicht Purpur, Diamant, klopft in dir doch das treu'ste Herz, fürs heil'ge Vaterland. zum Kampfe lieferst du das Roß, wohl Tonnen Goldes wert, und Männer, stark zum Schlachtentroß, die kräft'ge Faust zum Schwert. 3. Und wenn ich träumend dann duchgeh', die düstre Tannenpracht, und hoch die mächt'gen Eichen seh' in königlicher Pracht, wenn rings erschallt am Memelstrand der Nachtigallen Lied und ob dem fernen Dünenstrand die weisse Möwe zieht: 4. Dann überkommt mich solche Lust, dass ich's nicht sagen kann, ich sing ein Lied aus voller Brust, schlag froh die Saiten an. Und trägst du auch nur schlicht Gewand und keine stolzen Höh'n – Ostpreussen hoch! Mein Heimatland, wie bist du wunderschön! | 1. Wszyscy mi mówią, że nie jesteś piękna, moja rodzinna ziemio, nie masz wysokich, dumnych gór, nie strojnaś w winnic zieleń W twoich przestworzach orzeł nie szybuje, palma nie składa pokłonów, ale pradawnych czasów łza lśni czysto u twoich brzegów. 2. I choć dla swego króla nie masz rud, purpur ni diamentów, twoje serce najwierniej bije dla ojczyzny świętej. Do boju dajesz rumaka, tony złota wartego i więcej, i mężów silnych, o dłoniach krzepkich i do miecza chętnych. 3. A kiedy marząc tak idę pośród jodeł mrocznych, a górą dęby mocarne przepych roztaczają królewski, I gdy na plażach Niemna słowików śpiew rozbrzmiewa a nad dalekim piaskiem wydm sunie biała mewa, 4. Wtedy nachodzi mnie radość niewypowiedziana, Z piersi wyrywa się pieśń, wesoło strony trącam. I chociaż nie masz dumnych gór i szata twoja skromna, Moja rodzinna wschodniopruska ziemio, jakżeś ty piękna! |

## Ostpreußenlied
Na początku lat 30. kompozytor z Królewca Herbert Brust (ur. 17 kwietnia 1900, zm. 26 czerwca 1968) skomponował „Oratorium der Heimat” („Oratorium Ojczyzny”). Pisarz Erich Hannighofer (25 lutego 1908–1945) dopisał do jego końcowej części cztery zwrotki tekstu, a powstała w ten sposób „Pieśń Prus Wschodnich” spotkała się z wielkim zainteresowaniem. Wkrótce zastąpiła ona dawny hymn Prus Wschodnich Johanny Ambrosius
| „Ostpreußenlied” | „Pieśń Prus Wschodnich” |
| --- | --- |
| 1. Land der dunklen Wälder und kristall'nen Seen, über deine Felder lichte Wunder geh'n. 2. Starke Bauern schreiten hinter Ross und Pflug. Über Ackerbreiten zieht der Vogelflug. 3. Und die Meere rauschen den Choral der Zeit. Elche steh'n und lauschen in die Ewigkeit. 4. Tag hat angefangen hinter Haff und Moor. Licht ist aufgegangen, steigt im Ost empor. 5. [Heimat wohlgeborgen zwischen Strand und Strom, blühe heut' und morgen unterm Friedensdom.] | 1. O kraju ciemnych lasów i przezroczystych jezior, nad szerokim polem lśnią Plejady. 2. Silni chłopi kroczą za koniem i pługiem. A na niebie bojaźliwie ptaszek już wiruje. 3. Morze kontynuuje śpiew szczęścia. Łoś zasłuchał się w wieczność. 4. Nad bagnami, nad zatoką wschodzi świt. Tak zaczyna się dzień, czystym światłem, tak. |